# 三十角形

正三十角形

三十角形（さんじゅうかくけい、さんじゅうかっけい、triacontagon）は、多角形の一つで、30本の辺と30個の頂点を持つ図形である。内角の和は5040°、対角線の本数は405本である。

## 正三十角形
正三十角形においては、中心角と外角は12°で、内角は168°となる。一辺の長さが a の正三十角形の面積 S は
{\displaystyle {\begin{aligned}S={\frac {30}{4}}a^{2}\cot {\frac {\pi }{30}}=&{\frac {15}{2}}\left({\sqrt {23+10{\sqrt {5}}+2{\sqrt {3(85+38{\sqrt {5}})}}}}\right)a^{2}\\=&{\frac {15}{4}}\left({\sqrt {15}}+3{\sqrt {3}}+{\sqrt {2}}{\sqrt {25+11{\sqrt {5}}}}\right)a^{2}\\\simeq &71.35773a^{2}\end{aligned}}}
{\displaystyle \cos(2\pi /30)}は有理数と平方根の組み合わせのみで表せる。
{\displaystyle \cos {\frac {2\pi }{30}}=\cos {\frac {\pi }{15}}=\cos 12^{\circ }={\frac {1}{8}}\left({\sqrt {6\left(5+{\sqrt {5}}\right)}}+{\sqrt {5}}-1\right)\,}

### 正三十角形の作図
正三十角形は定規とコンパスによる作図が可能な図形である。